# Belize nos Jogos Pan-Americanos de 2019
Belize competiu nos Jogos Pan-Americanos de 2019 em Lima de 26 de julho a 11 de agosto de 2019.
Em 19 de julho de 2019, a equipe de seis atletas de Belize (três por gênero) foi anunciada. O triatleta Jordan Santos foi o porta-bandeira do país na cerimônia de abertura.

## Competidores
Abaixo está a lista de competidores (por gênero) participando dos jogos por esporte/disciplina.
| Esporte        | Homens | Mulheres | Total |
| -------------- | ------ | -------- | ----- |
| Atletismo      | 0      | 1        | 1     |
| Canoagem       | 1      | 2        | 3     |
| Fisiculturismo | 1      | 0        | 1     |
| Triatlo        | 1      | 0        | 1     |
| Total          | 3      | 3        | 6     |

## Atletismo
Belize recebeu um convite para uma mulher na prova de 100 m feminino.
Chave
- Nota– Posições nos eventos de pista são para a fase inteira

Eventos de pista
Feminino
| Atleta         | Evento | Semifinais | Semifinais | Final       | Final       |
| Atleta         | Evento | Resultado  | Posição    | Resultado   | Posição     |
| -------------- | ------ | ---------- | ---------- | ----------- | ----------- |
| Hilary Gladden | 100 m  | 12.19      | 19ª        | Não avançou | Não avançou |

## Canoagem
Belize qualificou dois atletas para a canoagem de velocidade (um homem e uma mulher). Belize recebeu posteriormente uma quota realocada feminina.

### Velocidade
| Atleta                   | Evento               | Eliminatórias | Eliminatórias | Semifinal | Semifinal | Final       | Final       |
| Atleta                   | Evento               | Tempo         | Pos.          | Tempo     | Pos.      | Tempo       | Pos.        |
| ------------------------ | -------------------- | ------------- | ------------- | --------- | --------- | ----------- | ----------- |
| Amado Cruz               | K-1 200 m masculino  | 39.371        | 7ª SF         | 39.083    | 6ª        | Não avançou | Não avançou |
| Amado Cruz               | K-1 1000 m masculino | 3.48.139      | 5ª SF         | 3:57.633  | 6ª        | Não avançou | Não avançou |
| Ruth Cruz                | K-1 200 m feminino   | 1:11.448      | 6ª SF         | 1:08.216  | 8ª        | Não avançou | Não avançou |
| Francisca Cruz           | K-1 500 m feminino   | 2.41.278      | 6ª SF         | 2:37.758  | 8ª        | Não avançou | Não avançou |
| Francisca Cruz Ruth Cruz | K-2 500 m feminino   | 2:35.585      | 5ª SF         | 2:33.900  | 6ª        | Não avançou | Não avançou |

Legenda de qualificação: F = Qualificado à final (medalha); SF = Qualificado à semifinal. Posição é dentro da eliminatória

## Fisiculturismo
Belize qualificou um fisiculturista masculino.
Masculino
| Atleta         | Evento                  | Pré-julgamento | Pré-julgamento | Final       | Final       |
| Atleta         | Evento                  | Resultado      | Posição        | Resultado   | Posição     |
| -------------- | ----------------------- | -------------- | -------------- | ----------- | ----------- |
| Godfrey Alford | Fisiculturismo clássico | —              | —              | Não avançou | Não avançou |

- Não houve divulgação de resultados no pré-julgamento e apenas os seis melhores avançaram.

## Triatlo
Belize recebeu um convite para um triatleta masculino.
Masculino
| Atleta        | Evento     | Natação (1.5 km) | Trans 1 | Ciclismo (40 km) | Trans 2      | Corrida (8.88 km) | Total        | Posição      |
| ------------- | ---------- | ---------------- | ------- | ---------------- | ------------ | ----------------- | ------------ | ------------ |
| Jordan Santos | Individual | 26:19            | 1:11    | Não terminou     | Não terminou | Não terminou      | Não terminou | Não terminou |